# Isla Huivulai
Huivulai ("Cuello largo" en el lenguaje mayo) es una isla privada localizada a cinco kilómetros de la costa del estado mexicano de Sonora, en el Mar de Cortés.
La isla es parte del municipio de Cajeme y está localizada 45 kilómetros al sur de Ciudad Obregón. La isla de Huivulai tiene 17 kilómetros de largo por 1.2 kilómetros de ancho.
Una de las atracciones principales de la isla son sus altas dunas donde los corredores 4x4 pueden correr.
En esta isla, la película Todo por nada de 1968 fue filmada.

## Fauna
Tiene una surgente de agua dulce de 97 metros de profundidad, la cual constituye un oasis para palmas datileras. En el mismo viven aves como el sirirí colorado y el pelícano vulgar, además de garzas, corvetas, grullas y albatros. Otras especies de aves frecuentes son espátulas, vuelvepiedras, rayadores, gaviotas, charranes, rabihorcados y pájaros bobos.
En las playas, los turistas pescan múgiles, meros y dos especies del género Epinephelus víbora de cascabel y coralillo